# کلارنس گیلیارد
کلارنس گیلیارد (انگلیسی: Clarence Gilyard؛ زادهٔ ۲۴ دسامبر ۱۹۵۵ – درگذشتهٔ نوامبر ٢٠٢٢) استاد دانشگاه و هنرپیشه اهل ایالات متحده آمریکا بود.
از فیلم‌ها یا برنامه‌های تلویزیونی که وی در آن نقش داشته‌است می‌توان به جان‌سخت، تاپ گان، و بچه کاراته‌کا، قسمت دوم اشاره کرد.